# Église Notre-Dame des Dunes de Coxyde
Pour les articles homonymes, voir Église Notre-Dame et Notre-Dame des Dunes.
L'église Notre-Dame des Dunes, également connue sous le nom de cathédrale de la lumière, est une église catholique du village flamand de Coxyde-Bains dans la commune de Coxyde. Cette église paroissiale date de 1956-1962 et a été conçue par l'architecte Jozef Lantsoght (1912-1988). 

## Histoire
L'église a été terminée en 1962. Elle a été conçue par le Brugeois Jozef Lantsoght.

## Architecture
Le plan d'étage est inspiré de la coque, un coquillage qui aurait donné peut-être son nom à Coxyde. Dans le plan original, une tour distincte était également prévue, mais en raison de sa proximité avec l'aéroport militaire, elle a été omise. Le toît en acier a la forme de deux vagues se brisant l'une dans l'autre, sur lesquelles on peut voir une sphère en croix, une œuvre d'Antoon Viaene. La sphère de cuivre a un diamètre de 1,20 mètre et est surmontée d'une croix de 5,50 mètres de haut et 1,20 mètre de large. La couleur des murs évoquent celle des dunes. Le bâtiment peut être classé comme un bâtiment moderniste . 
L'intérieur de l'église est illuminé de vitraux modernes conçus par Gabriel Loire de Chartres. La vue de l'autel n'est bouchée par aucune colonne. L'autel et le crucifix sont l'œuvre de Maurice Witdouck. En termes d'utilisation des matériaux, une construction en acier, béton et béton de verre a été choisie. Le squelette en béton est recouvert de brique blanche et le capot de toit en métal est recouvert de tuiles bleues. 

## Intégration artistique
Le confessionnal près de l'orgue semble faire partie des murs. 
Depuis 1968, l'église possède une relique (l'os de la cuisse) du bienheureux Idesbald, troisième abbé de Notre-Dame des dunes de 1155 à sa mort, qui était un ami de l'un des abbés les plus influents de l'histoire de l'Église, Bernard de Clairvaux. Le 18 juillet 1999, la relique a été transférée de la crypte à un cénotaphe moderne dans l'église. 
Le bâtiment est protégé en tant que monument historique depuis 2005 et peut être considéré comme l'un des édifices religieux d'après-guerre les plus frappants et d'avant-garde de Flandre.

## Galerie

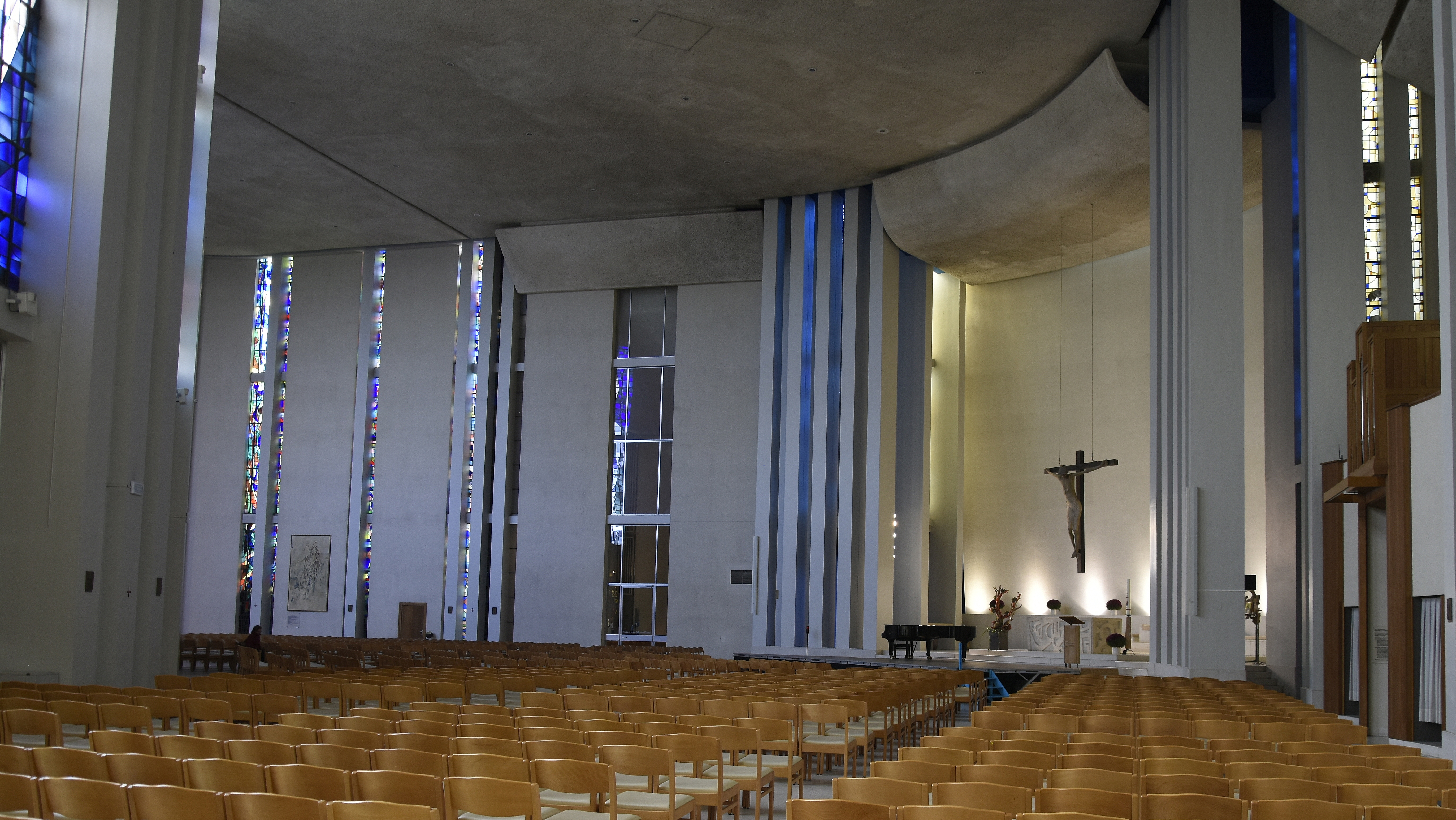
L'intérieur
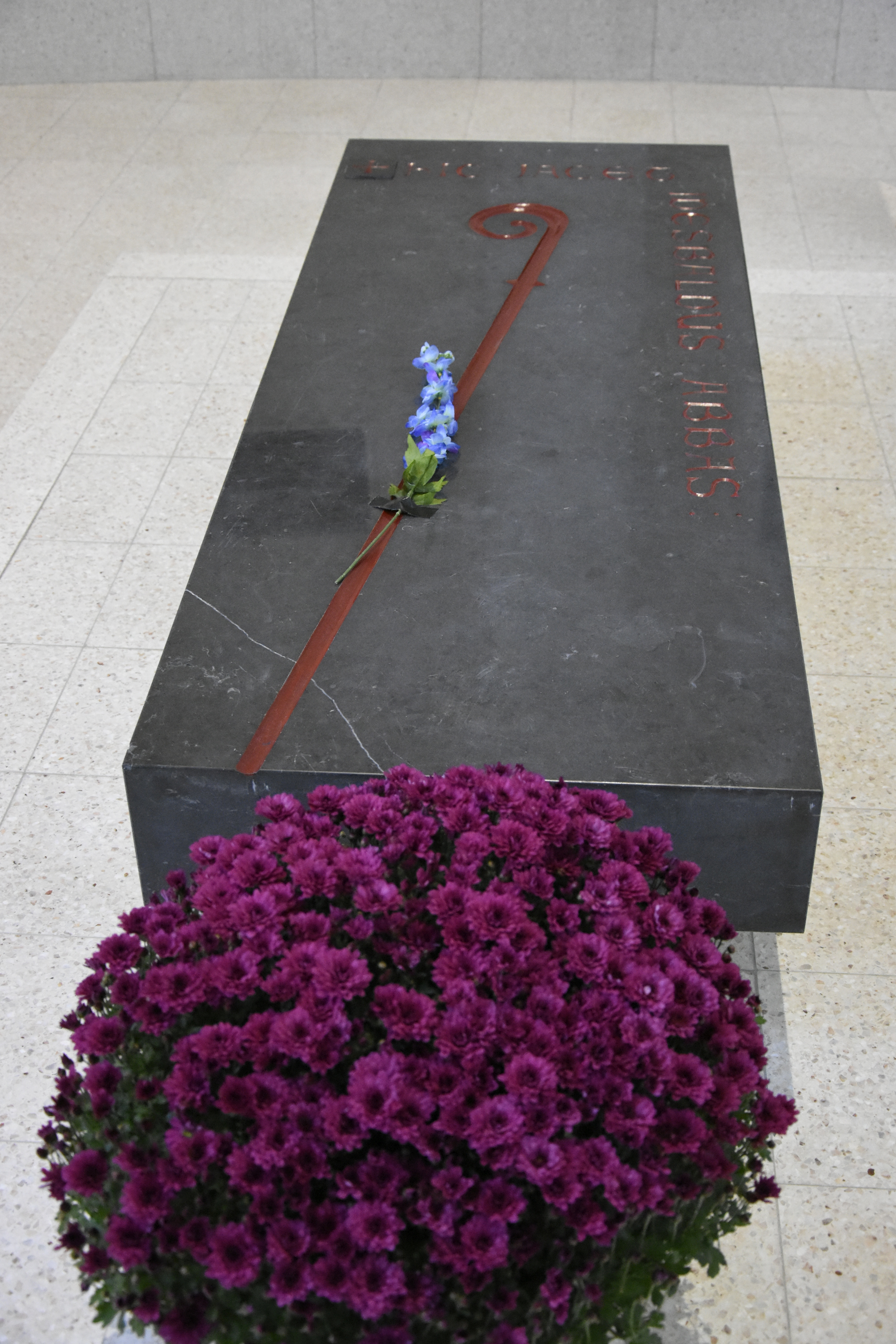
Le cénotaphe d'Idesbald
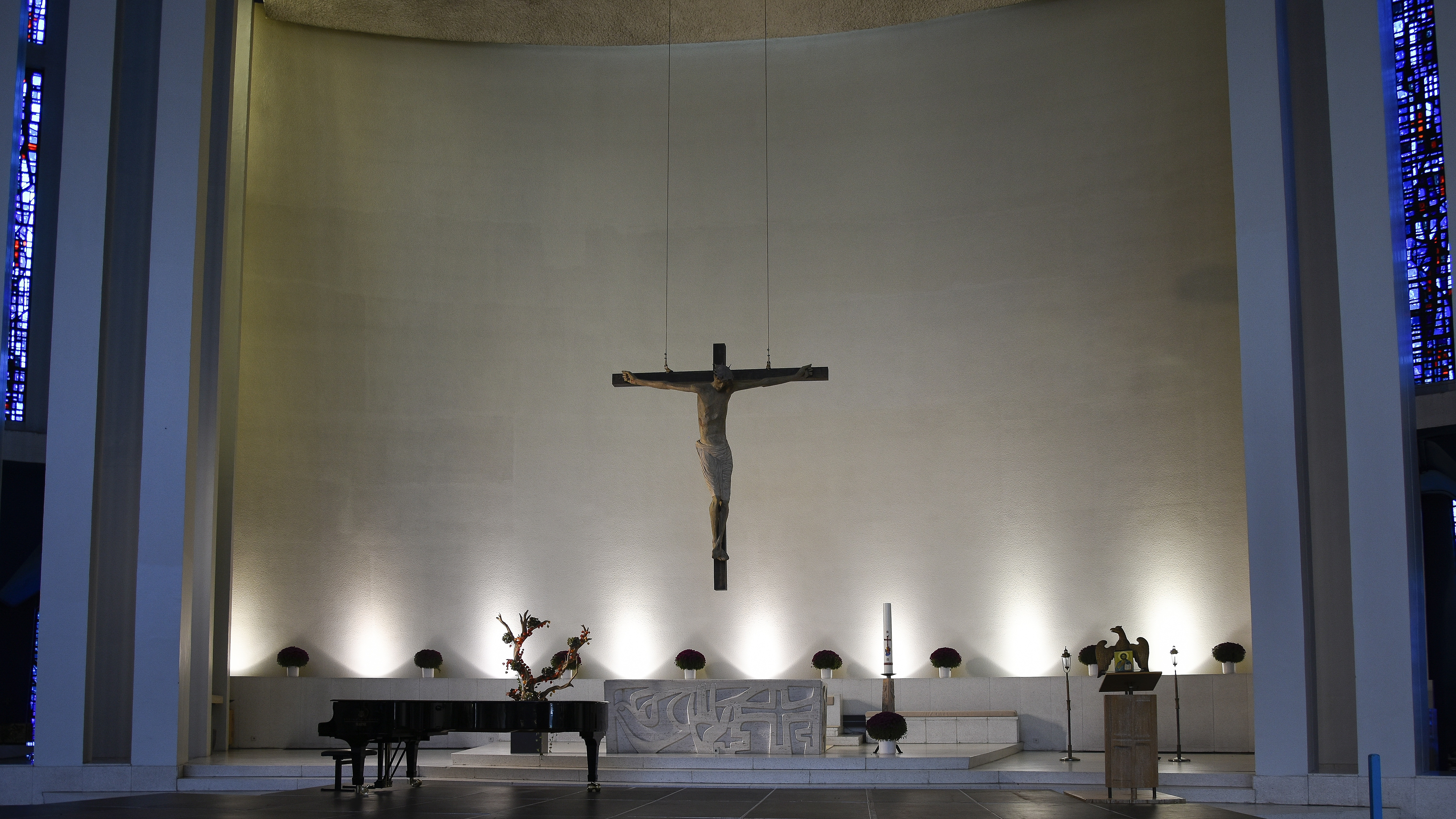
L'autel
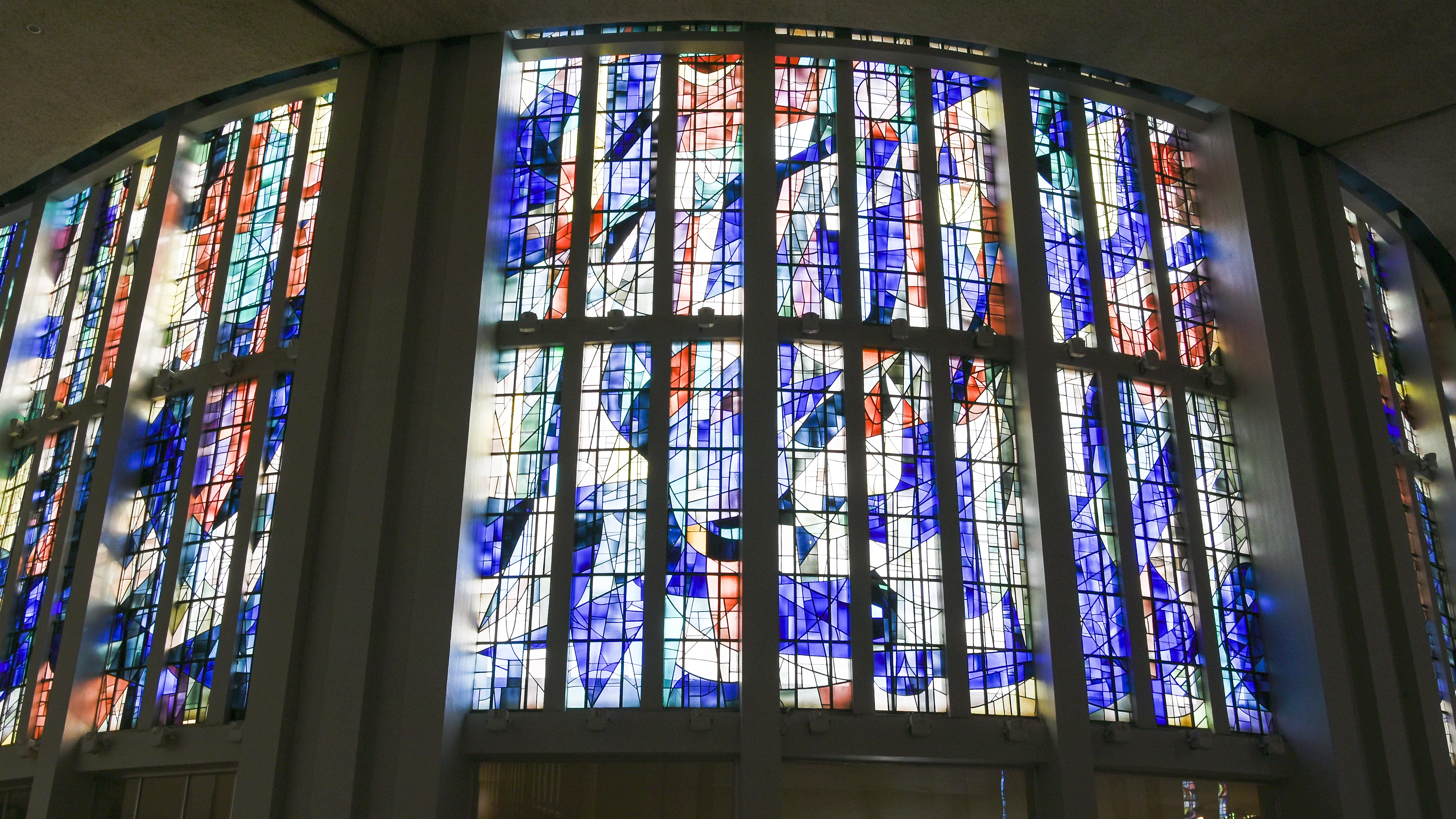
Vitraux